# Nevada-Klasse
Die Nevada-Klasse war eine Klasse von Schlachtschiffen der United States Navy, die aus der Nevada und der Oklahoma bestand. Sie kam gegen Ende des Ersten Weltkrieges und im Zweiten Weltkrieg zum Einsatz.

## Konstruktion
Mit der Entwicklung des modernen Schlachtschiffs, ausgelöst durch den Bau der Dreadnought 1906, erhielt die anhaltende Steigerung des Schlachtschiffbaus eine starke Beschleunigung. Vor diesem Hintergrund erfolgte der Bau der Nevada-Klasse unter starkem politischem Widerstand. Bereits ab 1904 begann der Kongress Bauprogramme abzulehnen und genehmigte häufig nur ein Schiff pro Jahr. Präsident Taft gelang es für den Haushalt von 1912, den Bau der Nevada-Klasse durchzusetzen.
Erste Entwürfe, die auf den Schiffen der New-York-Klasse basierten, waren bereits im Mai 1910 durch das Bureau of Construction and Repair (C&R) erstellt worden. Da das Marineministerium mit der Verwendung von mehr als fünf Geschütztürmen in früheren Schiffen wie bei der Wyoming-Klasse unzufrieden war, sollte die Nevada-Klasse vier Drillingsgeschütztürme erhalten. Um dem zu entsprechen, wurde eine ähnliche Anordnung wie bei zeitgenössischen britischen Schlachtkreuzern gewählt. Das Schiff sollte außerdem vier Torpedorohre und eine Sekundärbewaffnung mit siebzehn 127-mm-Geschützen tragen, während die Panzerung des Gürtels 279 mm dick sein sollte.
Im Juni erhielt das Bureau of Construction and Repair Vorgaben, die neben der vorgesehenen Bewaffnung eine Mindestgeschwindigkeit von 21 Knoten (39 km/h) und eine Panzerung nach dem „Alles-oder-Nichts“-Prinzip, bei dem nur die wichtigsten Bereiche des Schiffes wie die Magazine und die Maschinenräume geschützt wurden, vorsahen. Während der Rumpf durch das Panzerdeck erheblich verstärkt wurde, stellte sich der 279 mm dicke Panzergürtel als völlig unzureichend heraus. Ende 1910, legte die Marine ihre Schätzungen für das Finanzjahr 1912 dem Kongress vor. Die dabei angegebenen Zahlen basierten auf den Kosten der New-York-Klasse. Zwar wurden die Mittel vom Kongress bewilligt, doch wurde die Verdrängung damit auf etwa 27.000 tn.l. begrenzt, wodurch eine Umgestaltung der bestehenden Entwürfe notwendig wurde.

Am 13. Februar 1911 legte das C&R seinen nächsten Entwurf vor, der größtenteils mit den Ideen des Marineministeriums übereinstimmte. Lediglich die Panzerung zum Schutz der Sekundärbewaffnung wurde beibehalten. Dennoch wurde der Entwurf abgelehnt, woraufhin die Panzerung entfernt und eine Reihe von Studien mit Geschwindigkeiten von 20 Knoten (37 km/h), 20,5 Knoten (38 km/h) und 21 Knoten sowie einer Hauptbewaffnung mit acht bis zwölf Kanonen erstellt wurde. Am 31. März wurde der endgültige Entwurf von Marineminister Josephus Daniels genehmigt. Dieser sah eine Bewaffnung mit zehn Geschützen und einen Panzergürtel von 355 mm Dicke vor. Schwierigkeiten bei der Herstellung eines solchen Gürtels sorgten dafür, dass der Gürtel auf 343 mm reduziert werden musste.
Die Nevada wurde bei Fore River, Quincy, die Oklahoma bei New York Shipbuilding, Camden, gebaut.

## Technik

### Schiffsmaße
Die Schiffe der Nevada-Klasse hatten eine Gesamtlänge von 177,80, eine Länge zwischen den Loten von 175,30 und eine Breite von 29 m. Die Schiffe hatten einen Tiefgang von 8,70 m und die Verdrängung lag zwischen 27.500 tn. l. und 28.900 tn. l.

### Antrieb
Die Nevada war mit zwei Curtis-Dampfturbinen und die Oklahoma mit zwei Dreizylinder-Verbunddampfmaschinen ausgestattet, die jeweils eine Welle antrieben und insgesamt 24.800 Shp (18.493 kW) (Oklahoma) 26.500 Shp (19.761 kW) (Nevada) entwickelten. Damit erreichten sie eine Höchstgeschwindigkeit von 20,5 Knoten (38 km/h). Der Dampf wurde von zwölf Wasserrohrkesseln geliefert. Die Schiffe hatten bei 10 Knoten (19 km/h) eine Reichweite von 8.000 Seemeilen (14.816 km) ermöglichte.

## Einsätze
Die Schiffe der Nevada-Klasse wurden nach ihrer Indienststellung der Atlantikflotte zugeteilt. Im Ersten Weltkrieg wurden sie 1918 auf den europäischen Kriegsschauplatz entsandt, um beim Schutz der alliierten Nachschublinien zu helfen. Beide Schiffe wurden zwischen 1927 und 1929 gründlich modernisiert. Sie erhielten einen größeren Richtbereich für ihre schweren Geschütze, moderne Feuerleitgeräte an neuen Dreibeinmasten und zwei Katapulte für Beobachtungs- und Aufklärungsflugzeuge. Ihre 127-mm-L/51-Kanonen wurden ein Deck höher in die Aufbauten verlegt, von wo sie auch bei schwerer See eingesetzt werden konnten. Außerdem wurde eine Batterie von 127-mm-L/25-Flugabwehrkanonen eingebaut. Um die Widerstandsfähigkeit gegen Treffer unter der Wasserlinie zu erhöhen, wurde der Rumpf durch seitliche Torpedowulste auf 33 Meter verbreitert.

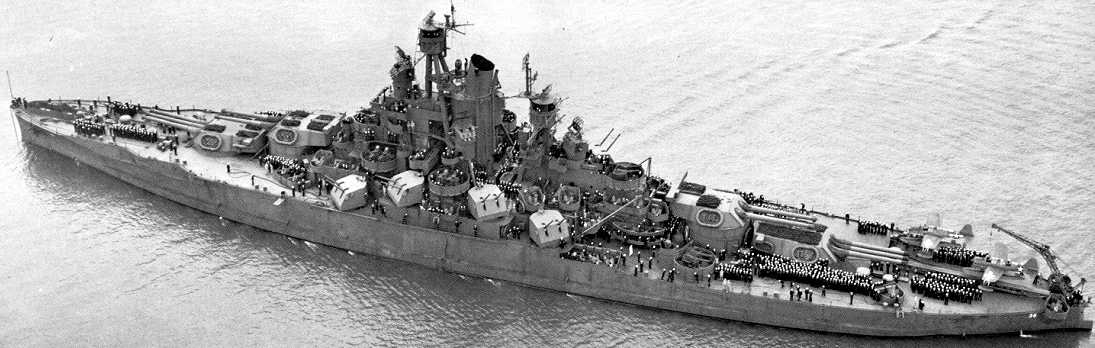
Die Nevada nach ihrer Reparatur und erneuter Modernisierung (1943)

Beide Schiffe wurden am 7. Dezember 1941 beim Angriff auf Pearl Harbor schwer getroffen. Die Oklahoma kenterte und war ein Totalverlust, die Nevada konnte auf Strand gesetzt, geborgen und 1942 überholt und modernisiert werden. Die veralteten Kasematten und Flugabwehr-Batterien wurden ausgebaut. An ihre Stelle traten 127-mm-L/38-Mehrzweck-Kanonen, die in gepanzerten Doppeltürmen montiert waren. Zusätzlich wurden 40-mm-Bofors-Geschütze und 20-mm-Flugabwehrgeschütze der Firma Oerlikon eingebaut. Die Nevada wurde auf dem europäischen Kriegsschauplatz unter anderem bei der Landung in der Normandie eingesetzt, um mit ihrer schweren Artillerie die deutschen Verteidigungsstellungen des Atlantikwalls niederzukämpfen. Danach wechselte sie in den Pazifik und unterstützte auch hier die Landungsoperationen mit ihrem Geschützfeuer.
Nach dem Krieg wurde die Nevada zwischen 1946 und 1948 als Zielschiff für nukleare und konventionelle Waffen verschlissen. Die beiden Atombombenversuche im Bikini-Atoll (Operation Crossroads) waren die zweifelhaften Höhepunkte dieser letzten Mission.

## Standard-Schlachtschiff-Konzept
Die Nevada-Klasse war die erste Klasse des Standard-Schlachtschiff-Konzepts der US-Marine. Ziel des Konzepts war die Bildung einer Flotte aus einheitlichen Schlachtschiffen mit einer Geschwindigkeit von 21 Knoten, einem engen taktischen Wendekreis mit einem Radius von 640 Metern und Geschützen mit möglichst großer Reichweite. Dies sollte das Manövrieren der Flotte erleichtern, indem es eine Aufteilung der Flotte in ein schnelles und ein langsames Schlachtgeschwader unnötig machte. Dazu kam, dass die kommandierenden Offiziere beim Berechnen von Manövern nicht unterschiedliche Ruderwinkel für unterschiedliche Klassen berücksichtigen mussten. Die anderen Klassen des Standard-Schlachtschiff-Konzepts waren die Pennsylvania-Klasse, New-Mexico-Klasse, Tennessee-Klasse, Colorado-Klasse sowie die wegen des im Washingtoner Flottenabkommen vereinbarten Neubaumoratoriums kurz nach dem Baubeginn gestoppte erste South-Dakota-Klasse.